# Zdzieszowice
Zdzieszowice este un oraș în Polonia.